# شهرستان مور (تگزاس)

موقعیت شهرستان در ایالت تگزاس

مور یکی از شهرستان‌های ایالت تگزاس می‌باشد.
این شهرستان در شمال این ایالت است.
جمعیت این شهرستان در سال ۲۰۱۰ میلادی معادل ۲۱۹۰۴ نفر بود.